# 正義と微笑
『正義と微笑』（せいぎとびしょう）は、太宰治の長編小説。
1942年（昭和17年）6月10日、錦城出版社より「新日本文藝」叢書の一冊として刊行された。装幀は藤田嗣治。初版発行部数は10,000部、定価は1円50銭だった。

## 執筆の時期・背景
1941年（昭和16年）12月9日、太宰は弟子の堤重久から弟の堤康久の日記の話を聞くと、即座にこれを小説の題材にすることを思い立つ。15、6歳の頃から書き続けられた弟康久の日記は、兄重久によれば次のようなものであった。
「簿記帳みたいな黒いクロス表紙の、縦がきのノートに、蟻を並べたような小さな文字で、平均一日おき位の割合で、きっちり丹念にかきこんであった。（中略） 随所に、わざと大混乱の文体で、盛んに！や、？を使って、学校や教師に対する罵言、友人に対する侮弄、自己嫌悪の慨嘆、切々たる未来への憧憬が、激しい口調で、それでいてユーモラスに綴られていた。十六歳前後の、少年にしか書けない、どろどろした、切ない何物かがあった。まだ岩にならい岩漿が、赤く、熱く、火花を散らして、行間に流れていた」
また重久は本作品と日記を比べ、こう述べている。
「全篇に滲んでいるキリスト臭は、弟の日記には一抹もなく、当時私たちをとらえていたマルクスを、そっくりキリストに切り変えたものである」
本作品は、1942年（昭和17年）1月に書き始められ、同年3月19日に完成したものと推測される（原稿用紙292枚）。あとがきで太宰は「T君の日記は、昭和十年頃のものらしく、従つてこの『正義と微笑』の背景も、その頃の日本だといふ事も、お断りして置きたい」と記している。

## 備考
- 本作品の題名は「ほほえみ」ではなく「びしょう」と読む。「正義と微笑」という言葉は冒頭部分の「微笑もて正義を為せ！｣
 いいモツトオが出来た。紙に書いて、壁に張つて置かうかしら。ああ、いけねえ。すぐそれだ。「人に顕さんとて、」壁に張らうとしてゐます。僕は、ひどい偽善者なのかも知れんという節から取られている。なお、この「人に顕さんとて」は『マタイ伝福音書』第6章第16節の言葉であり、主人公は16節から18節までを引用している。

- 鷗座の面接の場面で主人公が朗読する『ファウスト』は、森林太郎訳の『ファウスト 第一部』（岩波文庫、1928年7月20日）と『ファウスト 第二部』（岩波文庫、1928年9月10日）である。

- モデルとなった堤康久は明治学院中等部から立教大学予科に進み、築地の新劇団の研究生を経て、前進座に参加した[6]。戦後は東宝の専属俳優として活躍した。

- 2015年3月6日、本書の電子書籍版がITmediaより発売された[7]。
- ドラマ『徳山大五郎を誰が殺したか?』において、担任教師・徳山大五郎の所持品として登場する[8]。